# Графито-газовый ядерный реактор
Графи́то-га́зовый я́дерный реа́ктор (ГГР) — корпусной ядерный реактор, в котором замедлителем служит графит, теплоносителем — газ (гелий, углекислый газ и пр.). По сравнению с ВВР и ГВР, реакторы с газовым теплоносителем наиболее безопасны. Это объясняется тем, что газ практически не поглощает нейтроны, поэтому изменение содержания газа в реакторе не влияет на реактивность.
В Великобритании работает несколько АЭС с ГГР, тепло от которых отводится углекислым газом. Оболочки ТВЭЛов и каналы в ГГР изготовляют из сплавов магния, слабо поглощающих нейтроны. Это позволяет использовать в качестве ядерного топлива природный и слабообогащённый уран. Углекислый газ прокачивают через реактор под давлением 10—20 атм. Его температура на выходе — около 400 °C. Удельная мощность реактора составляет всего 0,3—0,5 кВт/кг, то есть примерно в 100 раз меньше, чем в ВВР и ГВР. В усовершенствованных ГГР оболочки из сплава магния заменены оболочками из нержавеющей стали, а природный уран — диоксидом урана. Такие изменения в конструкции ТВЭЛа позволили повысить температуру углекислого газа на выходе до 690 °C, удельную мощность — примерно в 3,5 раза, а КПД АЭС — до 40 %.